# Lanthanit
Lanthanit (La,Ce,Nd)2(CO3)3·8(H2O) är ett sekundärt mineral som påträffats vid nya Bastnäsfältet, Riddarhyttan, Skinnskattebergs kommun i Västmanland. Färgen är färglös, vit, gul eller svagt rosa. I friskt tillstånd är lanthanit färglös med en svagt rosafärgad nyans. På stuffer som varit utsatta för luftens inverkan är mineralet matt och vitt till färgen. Lanthanit uppvisar pärlemorglans. Uppträder som tunna beläggningar och lameller. Den vanligaste kristallformen är som en tunn fyrsidig tavla, men även andra former har iakttagits. Lanthanit förekommer på sprickytor i ceriummalm, ibland tillsammans med vismutglans och kopparkis. Påträffas även i drusrum och i amfibolskarn ofta åtföljt av kvartskristaller, wroewolfeit, kloritfjäll, magnetit och malakit. Bastnäs är typlokal för lanthanit.